# ایسکا سولو یونیو
ایسکا سولو یونیو (به ایتالیایی: Isca sullo Ionio) یک کومونه در ایتالیا است که در استان کاتانزارو واقع شده‌است. ایسکا سولو یونیو ۲۳٫۵۶ کیلومتر مربع مساحت و ۱٬۶۳۹ نفر جمعیت دارد و ۱۸۸ متر بالاتر از سطح دریا واقع شده‌است.